# روبرت دبليو. ماكيلروي
روبرت دبليو. ماكيلروي (بالإنجليزية: Robert W. McElroy)‏ هو كاهن كاثوليكي أمريكي، ولد في 5 فبراير 1954 في سان فرانسيسكو في الولايات المتحدة.